# Anke Maggauer-Kirsche
Anke Maggauer-Kirsche (* 11. April 1948 in Höhr-Grenzhausen) ist eine deutsche Lyrikerin und Aphoristikerin. Sie lebt seit 1971 in der Schweiz.
Ihre literarische Karriere begann die ausgebildete Hauswirtschaftslehrerin erst 1993. Seither entstanden zahlreiche Gedichte und Aphorismen.

## Werke
- Geborgen in dir; Kanisius Freiburg i.Ü. 1996, ISBN 3-85764-455-9
- Ganz schön rot geworden; Brunner Kriens 1998, ISBN 3-905198-42-8
- Pfeilspitzen (mit Walter Ludin); Wegwarte Bolligen 2004, ISBN 3-9522671-8-X
- Sticheleien (mit Walter Ludin); Wegwarte Bolligen 2007, ISBN 978-3-9522973-7-7
- Bagatellen (mit Walter Ludin); Wegwarte Bolligen 2010, ISBN 978-3-9523235-5-7